# I muri di Berlino
I muri di Berlino è il secondo album in studio del cantautore italiano Maldestro, pubblicato nel 2017.
Con il brano Canzone per Federica l'artista ha partecipato al Festival di Sanremo 2017, classificandosi al secondo posto fra le "Nuove Proposte" e vincendo il Premio della Critica del Festival della canzone italiana "Mia Martini" relativo alla sezione, il Premio Lunezia e il Premio Jannacci.

## Tracce
1. Abbi cura di te
2. Tutto quello che ci resta
3. Canzone per Federica
4. Che ora è
5. Io non ne posso più
6. Prenditi quello che vuoi
7. Sporco clandestino
8. Arrivederci allora
9. Tu non passi mai
10. Lucì (In un solo minuto)